# ترجمة اختصاصية
الترجمة الاختصاصية (بالإنجليزية: Specialized translation)‏ هي مصطلح يستخدم في مجال أعمال الترجمة وفي مدارس الترجمة. تكون الترجمة اختصاصية إذا تطلبت معرفة في اختصاصات معينة بحيث لا تكون هذه المعرفة عامة أو سطحية.

## الترجمة الاختصاصية في مجال أعمال الترجمة
يُطلق مصطلح «اختصاصي» على المترجمين وعلى النصوص. يعمل بعض المترجمين في مجموعة متنوعة من المجالات بنفس الوقت (مثل القانون أو العلوم المالية أو الطب أو العلوم البيئية)، في حين أن مترجمين آخرين متخصصون ويعملون حصرياً في مجال أو مجالين فقط. أما النصوص الاختصاصية فهي النصوص التي تتطلب ترجمتها معرفة بالمجال الذي لا يكون عادة جزءاً من المعرفة العامة للمترجم أو الشخص العادي. قد يقوم المترجم الذي يدعي أنه متخصص في الترجمة المالية بترجمة النصوص المالية غير الاختصاصية التي لا تتطلب أكثر من المعرفة المالية العامة. يمكن للمترجمين المحترفين القادرين على ترجمة النصوص الاختصاصية في مجال ما الحصول على أسعار أعلى لعملهم من المترجمين العاديين.
يجب أن يمتلك المترجم المحترف معلومات واسعة في مجال الترجمة من أجل فهم النص الاختصاصي المطلوب ترجمته ثم صياغة الترجمة فيما بعد وكتابتها، ومع ذلك فإن مستوى المعلومات المطلوب لترجمة النصوص الاختصاصية أقل بكثير من المستوى الذي يتمتع به المترجمون في المجال المعني. وفي بعض الأحيان يجب على المترجمين الاختصاصين استشارة المترجمين الممارسين عندما يضطرون لذلك.
إن فهم المعنى العام ضروري لأن الترجمة ليست عبارة عن استبدال كلمات لغة ما بكلمات لغة أخرى. بل يجب أن يكون المترجمون قادرين على التأكد من أن ترجماتهم لها نفس المعنى المُراد التعبير عنه باللغة الأصلية، وإذا لم يكن لديهم فهم جيد نسبياً لما كان كاتب النص الأصلي يحاول أن يقوله فلا يمكن اعتبارهم محترفين أو اختصاصيين.

## من يترجم النصوص المتخصصة
هناك جدل واسع فيما إذا كان ينبغي ترجمة النصوص الاختصاصية من قبل مختصين في المجال المعني أو من قبل مترجمين محترفين. يُعتقد أن المترجمين المحترفين سيُنتجون أفضل ترجمة لأن النصوص الاختصاصية عادة ما تكون موجهة من خبير إلى خبير لأن كلاً من المؤلفين والقراء المستهدفين مختصون أو مطلعون على الأقل. ومع ذلك فإن محاولات ترجمة النصوص من قبل مختصي الترجمة ستواجه غالباً عقبات لا يمكن التغلب عليها، سيكون من الصعب أو المستحيل العثور على مترجم يمتلك المهارات اللغوية اللازمة ومهتم أيضاً بالترجمة ومتاح لإكمال الترجمة خلال الوقت المطلوب. يبدو أنه من الأسهل أن يقوم المترجم بدور المستشار الذي يقدم مساعدة أو دور المراجع أو المحرر الذي يراجع الترجمة المكتملة بحثاً عن أي أخطاء في المعنى أو في المصطلحات.